# Мимоза Кусари Лила
Мимоза Кусари Лила (алб. Mimoza Kusari-Lila; Ђаковица, 16. октобар 1975) албанска је политичарка са Косова и Метохије. Од 2011. до 2013. обављала је функцију заменице премијера Републике Косово и министарке трговине и индустрије, а од 2013. до 2017. и функцију председнице општине Ђаковица.

## Детињство и младост
Рођена је 16. октобра 1975. године у Ђаковици, у тадашњој Социјалистичкој Републици Србији. Отац јој је пулмолог, а мајка наставница албанског језика и књижевности у основној школи. Кратко време је живела у Пећи. Средином 1980-их породица се вратила у Ђаковицу.